# Warhapur
Warhapur es  pueblo y nagar Panchayat situado en el distrito de Bijnor en el estado de Uttar Pradesh (India). Su población es de 23456 habitantes (2011). 

## Demografía
Según el  censo de 2011 la población de Warhapur era de 23456 habitantes, de los cuales 11911 eran hombres y 11545 eran mujeres. Warhapur tiene una tasa media de alfabetización del 55,92%, inferior a la media estatal del 67,68%: la alfabetización masculina es del 60,56%, y la alfabetización femenina del 51,13%.